# سان رکوردز
سان رکوردز (انگلیسی: Sun Records) یک ناشر موسیقی مستقل آمریکایی است که توسط تهیه‌کننده سام فیلیپس در ممفیس، تنسی در فوریه ۱۹۵۲ تأسیس شد. سان اولین ناشری بود که الویس پرسلی، چارلی ریچ، روی اوربیسن، جری لی لوئیس، کارل پرکینز و جانی کش را به خود جذب کرد. قبل از آن، سان بیشتر به موسیقی دانان سیاه‌پوستان آمریکا متمرکز شده بود زیرا فیلیپس عاشق ریتم اند بلوز بود و می‌خواست آن را به مخاطبان سفیدپوست برساند.
در ۲۸ ژانویه ۲۰۲۱، سان رکوردز توسط پرایمری ویو با قیمت ۳۰ میلیون دلار خریداری شد.